# Nong-O Gaiyanghadao
Nong-O Hama (Sakon Nakhon, Tailandia; 10 de noviembre de 1986), conocido anteriormente como Nong-O Gaiyanghadao y Nong-O Sit Or, es un peleador de muay thai tailandés que actualmente compite en la categoría de peso gallo de ONE Championship, donde fue Campeón Mundial de Muay Thai de Peso Gallo de ONE. Desde el 24 de noviembre de 2022, está en la posición #3 del ranking de Kickboxing de Peso Gallo de ONE.
Tras tomar un pausa del muay thai en 2015, se convirtió en instructor de Muay Thai en Evolve MMA en Singapur. Haciendo su regreso en ONE Championship: Heroes of Honor el 20 de abril de 2018. Es un campeón de 7 divisiones en muay thai, teniendo 2 títulos de Tailandia, 1 título del Rajadamnern Stadium, 3 título del Lumpinee Stadium y un título de ONE Championship. Desde diciembre de 2020, está en la posición #6 de los mejores peleadores libra por libra en el mundo según The Nation.

## Carrera de Muay Thai

### Carrera temprana
Nong-O Sit Or (น้องโอ๋ ศิษย์ อ.) nació con el nombre de Apichet Khotanan en la Provincia de Sakon Nakhon en la región noroeste de (Isan) de Tailandia. Se interesó en el Muay Thai cuando vio a uno de sus vecinos entrenando. Nong-O fue invitado a entrenar, y un mes después tuvo su primera pelea a los 9 años de edad.

### 2008
El 3 de agosto de 2008, Nong-O peleó contra Kōji Okuyama en Keio Plaza hotel en Hachiōji, Tokio, ganando por KO con un codazo en el tercer asalto. El 9 de diciembre de 2008, enfrentó a Wutidet Lukprabath en el Lumpinee Stadium en el evento conmemorativo de la fundación del Lumpinee Stadium. Ganó la pelea por decisión luego de cinco asaltos.

### 2009
El 18 de enero de 2009, Nong-O enfrentó a Tomoaki Suehiro en Yoyogi National Gymnasium en el evento Muay Lok. Ganó la pelea por TKO cuando el réferi paró la pelea luego de que tirara a Suehiro dos veces en el primer asalto. Luego de la pelea, recibió un racimo de flores por Shinya Aoki. Nong-O iba a enfrentar a Shunta Itō inicialmente, pero fue reemplazo luego de que sus piernas no se recuperaran a tiempo.
El 8 de noviembre de 2009, enfrentó a Trijak Sitjomtrai en Japón. Trijak era el actual campeón de peso pluma según la Asociación de Boxeo Profesional de Tailandia. Nong-O ganó la pelea por decisión mayoritaria (2-0) luego de cinco asaltos.
El 8 de diciembre, Nong-O enfrentó a Petboonchu F.A. Group por su título de Lumpinee Stadium title de Peso Súper Pluma (130 lbs). Nong-O ganó por decisión, convirtiéndose en el nuevo campeón.

### 2010
El 17 de enero de 2010, Nong-O participó en el torneo Yod Muay Champions Cup 60kg en Japón. Enfrentó a Singdam Kiatmoo9 en la primera ronda. Luego de cinco asaltos, la pelea fue declarada un empate. Nong-O perdió la pelea por decisión dividida luego del asalto extra (sexto asalto). El 9 de diciembre, desafió a Saenchai por sus títulos de Lumpinee Stadium y WMC, perdiendo por decisión.

### 2011
El 19 de enero de 2011, Nong-O Sit Or fue nombrado Boxeador del Año 2010 en los Premios de la Sociedad de Amigos de Escritores en Bangkok.

### 2012
Nong-O empezó el año con una victoria sobre Singdam en febrero y seguido a eso, el mes siguiente venció a F16 Rajanon. Perdió una pelea muy cerrada contra Singdam en mayo, que muchos pensaron que Nong-O había ganado, pero venció a Petboonchu FA Group en junio. El 31 de julio, enfrentó a Singdam en el evento estelar del Lumpinee Stadium y fue derrotado por decisión unánime.
Enfrentó a Petboonchu F.A. Group por séptima vez el 12 de octubre de 2012, en el Rajadamnern Stadium.

### 2013
Venció a Mongkolchai Phetsupaphan por TKO el 7 de febrero de 2013.
Venció a Singdam Kiatmuu9 por decisión para ganar el título de peso ligero de Lumpinee el 7 de junio de 2013.

### Regreso del hiatus a ONE Championship

#### 2018
Nong-O regresó en 2018 cuando ONE Championship desveló su nuevo formato de striking: ONE Super Series. Nong-O debutó el 20 de abril en ONE Championship: Heroes of Honor y derrotó a Fabio Pinca por decisión unánime. Regresó a su Tailandia natal en octubre en ONE Championship: Kingdom of Heroes, derrotando a Mehdi Zatout por decisión unánime.

#### 2019: Campeonato Mundial de Muay Thai de Peso Gallo de ONE
El 16 de febrero de 2019, Nong-O derrotó a Han Zihao por decisión unánime para convertirse en el Campeón Inaugural de Muay Thai de Peso Gallo de ONE en ONE Championship: Clash of Legends en Bangkok.
El 10 de mayo de 2019, Nong-O defendió su Campeonato Mundial de Muay Thai de Peso Gallo de ONE contra Hiroaki Suzuki en ONE Championship: Warriors of Light, ganando por decisión unánime.
Hizo su segunda defensa titular contra Brice Delval en ONE Championship: Immortal Triumph en la ciudad de Ho Chi Minh el 6 de septiembre de 2019, en el primer evento de ONE Championship en Vietnam, donde defendió exitosamente su Campeonato Mundial de Muay Thai de Peso Gallo de ONE por una cerrada decisión dividida.
Nong-O hizo la tercera defensa de su título contra Saemapetch Fairtex en ONE Championship: Edge Of Greatness el 22 de noviembre de 2019. Ganó la pelea por KO en el cuarto asalto.

#### 2020
Luego de que Alaverdi Ramazanov ganara el Campeonato Mundial de Kickboxing de Peso Gallo de ONE en ONE Championship: Edge Of Greatness, expresó su deseo en defender su título contra Nong-O. Una pelea titular entre los dos fue programada para ONE Championship: Heart of Heroes el 20 de marzo de 2020. Sin embargo, el evento fue cancelado por la Pandemia de COVID-19.
En su lugar, Nong-O fue programado para defender su Campeonato Mundial de Muay Thai de Peso Gallo de ONE contra Rodlek P.K. Saenchaimuaythaigym luego de que este ganara el Torneo de Muay Thai de Peso Gallo de ONE de 2020 en ONE Championship: A New Breed. Nong-O enfrentó a Rodlek en ONE Championship: Collision Course el 18 de diciembre de 2020. Defendió exitosamente su título por KO en el tercer asalto.

#### 2022
Nong-O hizo la quinta defensa de su Campeonato Mundial de Muay Thai de Peso Gallo de ONE contra Felipe Lobo en ONE: X el 26 de marzo de 2022. Ganó la pelea por KO en el tercer asalto.
Nong-O defendió su Campeonato Mundial de Muay Thai de Peso Gallo de ONE contra Liam Harrison en ONE on Prime Video 1 el 27 de agosto de 2022. Ganó la pelea por KO en el primer asalto.

#### 2023
Nong-O realizó la séptima defensa de su título contra el ex-Campeón Mundial de Kickboxing de Peso Gallo de ONE Alaverdi Ramazanov el 20 de enero de 2023, en ONE Friday Fights 1. Ganó la pelea por nocaut en el tercer asalto. Dicha victoria lo hizo merecedor de su segundo premio de Actuación de la Noche.

#### Pérdida del Campeonato
Nong-O enfrentó al ex-Campeón Mundial de Muay Thai de Peso Mosca de ONE Jonathan Haggerty el 21 de abril de 2023, en ONE Fight Night 9. Perdió la pelea y el título por KO en el primer asalto.
Nong-O está programado para enfrentar a Nico Carrillo el 22 de diciembre de 2023, en ONE Friday Fights 46.
Nong-O estaba programado para enfrentar a Vladimir Kuzmin el 1 de marzo de 2024, en ONE 166. Sin embargo, Nong-O fue reprogramado para enfrentar a Kulabdam Sor Jor Piek Uthai el 5 de abril de 2024, en ONE Friday Fights 58. Nong-O ganó la pelea por decisión unánime.

## Campeonatos y logros

### Muay Thai
- ONE Championship
  - Campeonato Mundial de Muay Thai de Peso Gallo de ONE (145 lbs/66 kg)
    - Siete defensas titulares exitosas

  - Actuación de la Noche (Dos veces) vs. Liam Harrison y Alaverdi Ramazanov[31]
- Rajadamnern Stadium
  - Campeón de Peso Ligero (135 lbs/61 kg) Rajadamnern Stadium de 2014
- Toyota Vigo Marathon
  - Campeón del Torneo (130 lbs/59 kg) de Toyota Vigo Marathon de 2011
- Lumpinee Stadium
  - Campeón de Peso Ligero de (135 lbs/61 kg) de Lumpinee Stadium de 2013
  - Peleador del Año 2010 de Lumpinee Stadium[32]
  - Campeón de Peso Súper Pluma (130lbs/59 kg) de Lumpinee Stadium de 2009
  - Campeón de Peso Pluma (126 lbs/57 kg) de Lumpinee Stadium de 2007
  - Campeón de Peso Súper Gallo (122 lbs/56 kg) de Lumpinee Stadium de 2006
  - Peleador del Año 2005 de Lumpinee Stadium
- Professional Boxing Association of Thailand (PAT)
  - Campeón de Peso Ligero (135 lbs/61 kg) de Tailandia
  - Campeón de Peso Gallo de Tailandia de 2005
  - Campeón de Peso Súpero Gallo (122 lbs/56 kg) de Tailandia (Dos veces)

### Premios
- - Peleador del Año 2010 de la Autoridad Deportiva de Tailandia
  - Peleador del Año 2005 de la Autoridad Deportiva de Tailandia
  - Peleador del Año 2005 de la Asociación de Escritores Deportivos de Tailandia

## Récord en Muay Thai
| Récord en Muay Thai                                                                 | Récord en Muay Thai | Récord en Muay Thai                             | Récord en Muay Thai                                    | Récord en Muay Thai         | Récord en Muay Thai                 | Récord en Muay Thai | Récord en Muay Thai |
| ----------------------------------------------------------------------------------- | ------------------- | ----------------------------------------------- | ------------------------------------------------------ | --------------------------- | ----------------------------------- | ------------------- | ------------------- |
| 266 Victorias, 56 Derrotas, 10 Empates                                              |                     |                                                 |                                                        |                             |                                     |                     |                     |
| Fecha                                                                               | Resultado           | Oponente                                        | Evento                                                 | Localización                | Método                              | Ronda               | Tiempo              |
| 05-04-2024                                                                          | Victoria            | Kulabdam Sor Jor Piek Uthai                     | ONE Friday Fights 58                                   | Bangkok, Tailandia          | Decisión (Unánime)                  | 3                   | 3:00                |
| 22-12-2023                                                                          | Derrota             | Nico Carrillo                                   | ONE Friday Fights 46                                   | Bangkok, Tailandia          | KO (Codazo)                         | 2                   | 1:28                |
| 21-04-2023                                                                          | Derrota             | Jonathan Haggerty                               | ONE Fight Night 9                                      | Bangkok, Tailandia          | KO (Golpes)                         | 1                   | 2:40                |
| Perdió el Campeonato Mundial de Muay Thai de Peso Gallo de ONE.                     |                     |                                                 |                                                        |                             |                                     |                     |                     |
| 29-09-2023                                                                          | Victoria            | Alaverdi Ramazanov                              | ONE Friday Fights 1                                    | Bangkok, Tailandia          | KO (Golpes)                         | 3                   | 2:12                |
| Defendió el Campeonato Mundial de Muay Thai de Peso Gallo de ONE.                   |                     |                                                 |                                                        |                             |                                     |                     |                     |
| 2022-08-27                                                                          | Victoria            | Liam Harrison                                   | ONE on Prime Video 1                                   | Kallang, Singapur           | KO (Patadas Bajas)                  | 1                   | 2:10                |
| Defendió el Campeonato Mundial de Muay Thai de Peso Gallo de ONE.                   |                     |                                                 |                                                        |                             |                                     |                     |                     |
| 2022-03-25                                                                          | Victoria            | Felipe Lobo                                     | ONE: X                                                 | Kallang, Singapur           | KO (Uppercut de Derecha)            | 3                   | 2:15                |
| Defendió el Campeonato Mundial de Muay Thai de Peso Gallo de ONE.                   |                     |                                                 |                                                        |                             |                                     |                     |                     |
| 2020-12-18                                                                          | Victoria            | Rodlek P.K. Saenchaimuaythaigym                 | ONE Championship: Collision Course                     | Kallang, Singapur           | KO (Cross de Derecha)               | 3                   | 1:12                |
| Defendió el Campeonato Mundial de Muay Thai de Peso Gallo de ONE.                   |                     |                                                 |                                                        |                             |                                     |                     |                     |
| 2019-11-22                                                                          | Victoria            | Saemapetch Fairtex                              | ONE Championship: Edge Of Greatness                    | Kallang, Singapur           | KO (Cross de Derecha)               | 4                   | 1:46                |
| Defendió el Campeonato Mundial de Muay Thai de Peso Gallo de ONE.                   |                     |                                                 |                                                        |                             |                                     |                     |                     |
| 2019-09-06                                                                          | Victoria            | Brice Delval                                    | ONE Championship: Immortal Triumph                     | Ciudad Ho Chi Minh, Vietnam | Decisión (Dividida)                 | 5                   | 3:00                |
| Defendió el Campeonato Mundial de Muay Thai de Peso Gallo de ONE.                   |                     |                                                 |                                                        |                             |                                     |                     |                     |
| 2019-05-10                                                                          | Victoria            | Hiroaki Suzuki                                  | ONE Championship: Warriors of Light                    | Bangkok, Tailandia          | Decisión (Unánime)                  | 5                   | 3:00                |
| Defendió el Campeonato Mundial de Muay Thai de Peso Gallo de ONE.                   |                     |                                                 |                                                        |                             |                                     |                     |                     |
| 2019-02-16                                                                          | Victoria            | Han Zihao                                       | ONE Championship: Clash of Legends                     | Bangkok, Tailandia          | Decisión (Unánime)                  | 5                   | 3:00                |
| Ganó el Campeonato Mundial de Muay Thai de Peso Gallo de ONE.                       |                     |                                                 |                                                        |                             |                                     |                     |                     |
| 2018-10-06                                                                          | Victoria            | Mehdi Zatout                                    | ONE Championship: Kingdom of Heroes                    | Bangkok, Tailandia          | Decisión (Unánime)                  | 3                   | 3:00                |
| 2018-04-20                                                                          | Victoria            | Fabio Pinca                                     | ONE Championship: Heroes of Honor                      | Pásay, Filipinas            | Decisión (Unánime)                  | 3                   | 3:00                |
| 2015-04-02                                                                          | Derrota             | Chamuaktong Sor.Yupinda                         | Rajadamnern Stadium                                    | Bangkok, Tailandia          | Decisión                            | 5                   | 3:00                |
| 2014-11-25                                                                          | Victoria            | Kiatpetch Suanaharnpikmai                       | Lumpinee Stadium                                       | Bangkok, Tailandia          | KO (Uppercut)                       | 3                   |                     |
| 2014-10-31                                                                          | Victoria            | Petchboonchu FA Group                           | Toyota marathon                                        | Tailandia                   | Decisión                            | 3                   | 3:00                |
| Ganó la final del Torneo de Toyota Marathon.                                        |                     |                                                 |                                                        |                             |                                     |                     |                     |
| 2014-10-31                                                                          | Victoria            | Shota Sato                                      | Toyota marathon                                        | Tailandia                   | Decisión                            | 3                   | 3:00                |
| 2014-09-26                                                                          | Victoria            | Detnarong Wor Suntaranon                        | Toyota marathon                                        | Tailandia                   | KO (Patada al Cuerpo)               | 1                   |                     |
| Ganó el Torneo de Toyota Marathon.                                                  |                     |                                                 |                                                        |                             |                                     |                     |                     |
| 2014-09-26                                                                          | Victoria            | Stephen Hodgers                                 | Toyota marathon                                        | Tailandia                   | TKO (Patada al Cuerpo)              | 1                   |                     |
| 2014-09-26                                                                          | Victoria            | Leonard Nganga                                  | Toyota marathon                                        | Tailandia                   | KO (Golpe al Cuerpo)                | 3                   |                     |
| 2014-09-10                                                                          | Victoria            | Chamuaktong Sor.Yupinda                         | Rajadamnern Stadium                                    | Bangkok, Tailandia          | Decisión                            | 5                   | 3:00                |
| 2014-08-14                                                                          | Victoria            | Pakorn PKSaenchaimuaythaigym                    | Rajadamnern Stadium                                    | Bangkok, Tailandia          | Decisión                            | 5                   | 3:00                |
| 2014-07-16                                                                          | Derrota             | Pakorn PKSaenchaimuaythaigym                    | Rajadamnern Stadium                                    | Bangkok, Tailandia          | Decisión                            | 5                   | 3:00                |
| 2014-05-08                                                                          | Victoria            | Singdam Kiatmuu9                                | Rajadamnern Stadium                                    | Bangkok, Tailandia          | Decisión                            | 5                   | 3:00                |
| Ganó el título de Peso Ligero de Rajadamnern.                                       |                     |                                                 |                                                        |                             |                                     |                     |                     |
| 2014-02-28                                                                          | Derrota             | Saenchai P.K. Saenchai MuaythaigymSinbimuaythai | Grand Opening of New Lumpinee Stadium                  | Bangkok, Tailandia          | Decisión                            | 5                   | 3:00                |
| 2014-01-21                                                                          | Victoria            | Petpanomrung Kiatmuu9                           | Lumpinee Stadium                                       | Bangkok, Tailandia          | Decisión                            | 5                   | 3:00                |
| 2013-12-03                                                                          | Derrota             | Chamuaktong Sor.Yupinda                         | Lumpinee Stadium                                       | Bangkok, Tailandia          | Decisión                            | 5                   | 3:00                |
| Por el título de Peso Súper Ligero de Lumpinee.                                     |                     |                                                 |                                                        |                             |                                     |                     |                     |
| 2013-10-31                                                                          | Victoria            | Hamsa Rahmani                                   | Toyota marathon                                        | Tailandia                   | KO                                  | 2                   |                     |
| 2013-10-11                                                                          | Derrota             | Chamuaktong Sor.Yupinda                         | Lumpinee Stadium                                       | Bangkok, Tailandia          | Decisión                            | 5                   | 3:00                |
| 2013-09-11                                                                          | Empate              | Pakorn PKSaenchaimuaythaigym                    | Rajadamnern Stadium                                    | Bangkok, Tailandia          | Decisión                            | 5                   | 3:00                |
| 2013-07-12                                                                          | Derrota             | Singdam Kiatmuu9                                | Lumpinee Stadium                                       | Bangkok, Tailandia          | Decisión                            | 5                   | 3:00                |
| 2013-06-07                                                                          | Victoria            | Singdam Kiatmuu9                                | Lumpinee Stadium                                       | Bangkok, Tailandia          | Decisión                            | 5                   | 3:00                |
| Ganó el título de Peso Ligero de Lumpinee.                                          |                     |                                                 |                                                        |                             |                                     |                     |                     |
| 2013-05-03                                                                          | Empate              | Pakorn Sakyothin                                | Lumpinee Stadium                                       | Bangkok, Tailandia          | Decisión                            | 5                   | 3:00                |
| 2013-04-09                                                                          | Victoria            | Kongsak Saenchaimuaythaigym                     | Petchyindee Fight, Lumpinee Stadium                    | Bangkok, Tailandia          | Decisión                            | 5                   | 3:00                |
| 2013-02-07                                                                          | Victoria            | Mongkolchai Kwaitonggym                         | Rajadamnern Stadium                                    | Bangkok, Tailandia          | TKO                                 | 5                   |                     |
| 2012-12-07                                                                          | Derrota             | Yodwicha Por Boonsit                            | Lumpinee Stadium                                       | Bangkok, Tailandia          | Decisión                            | 5                   | 3:00                |
| 2012-11-02                                                                          | Victoria            | Thongchai Sitsongpeenong                        | Petchyindee Fight, Lumpinee Stadium                    | Bangkok, Tailandia          | Decisión                            | 5                   | 3:00                |
| 2012-10-04                                                                          | Derrota             | Petchboonchu FA Group                           | Rajadamnern Stadium Wanmitchai Fight                   | Bangkok, Tailandia          | Decisión                            | 5                   | 3:00                |
| 2012-07-31                                                                          | Derrota             | Singdam Kiatmuu9                                | Lumpinee Stadium                                       | Bangkok, Tailandia          | Decisión                            | 5                   | 3:00                |
| 2012-06-08                                                                          | Victoria            | Petchboonchu FA Group                           | Lumpinee Champion Krikkrai Fight                       | Bangkok, Tailandia          | Decisión                            | 5                   | 3:00                |
| Ganó el título de Peso Ligero (135 lbs) de Tailandia.                               |                     |                                                 |                                                        |                             |                                     |                     |                     |
| 2012-05-04                                                                          | Derrota             | Singdam Kiatmuu9                                | Ruamnamjai (Special) Fight, Lumpinee Stadium           | Bangkok, Tailandia          | Decisión                            | 5                   | 3:00                |
| 2012-03-12                                                                          | Victoria            | F-16 Rachanon                                   | Rajadamnern Stadium                                    | Bangkok, Tailandia          | Decisión                            | 5                   | 3:00                |
| 2012-02-03                                                                          | Victoria            | Singdam Kiatmuu9                                | Lumpinee Stadium                                       | Bangkok, Tailandia          | Decisión                            | 5                   | 3:00                |
| 2011--                                                                              | Victoria            | Singdam Kiatmuu9                                | Southern Thailand                                      | Koh Samui, Tailandia        | Decisión                            | 5                   | 3:00                |
| 2011-10-07                                                                          | Derrota             | F-16 Rachanon                                   | Lumpinee Stadium                                       | Bangkok, Tailandia          | Decisión                            | 5                   | 3:00                |
| 2011-09-06                                                                          | Victoria            | Sittisak Petpayathai                            | Kriangkrai Kiatpetch, Lumpinee Stadium                 | Bangkok, Tailandia          | KO                                  | 4                   | 1:42                |
| 2011-08-04                                                                          | Victoria            | Traijak Sitjomtrai                              | Toyota Vigo Marathon, Channel 7 Stadium                | Bangkok, Tailandia          | Decisión                            | 3                   | 3:00                |
| Ganó el Torneo (130 lbs) de Toyota Vigo Marathon.                                   |                     |                                                 |                                                        |                             |                                     |                     |                     |
| 2011-08-04                                                                          | Victoria            | Panphet Chor Na Pattalung                       | Toyota Vigo Marathon, Channel 7 Stadium                | Bangkok, Tailandia          | Decisión                            | 3                   | 3:00                |
| 2011-08-04                                                                          | Victoria            | Mongkolchai Kwaitonggym                         | Toyota Vigo Marathon, Channel 7 Stadium                | Bangkok, Tailandia          | Decisión                            | 3                   | 3:00                |
| 2011-07-07                                                                          | Derrota             | F-16 Rachanon                                   | Rajadamnern Stadium                                    | Bangkok, Tailandia          | Decisión                            | 5                   | 3:00                |
| 2011-06-10                                                                          | Derrota             | Kongsak Saenchaimuaythaigym                     | Suek Lumpinee Champion Krikkrai                        | Bangkok, Tailandia          | Decisión                            | 5                   | 3:00                |
| Perdió el título de Peso Súper Pluma (130 lbs) de Lumpinee.                         |                     |                                                 |                                                        |                             |                                     |                     |                     |
| 2011-05-05                                                                          | Derrota             | Jomthong Chuwattana                             | Suek Daorungchujaroen, Rajadamnern Stadium             | Bangkok, Tailandia          | Decisión                            | 5                   | 3:00                |
| 2011-03-31                                                                          | Derrota             | Jomthong Chuwattana                             | Suek Rajadamnern - Lumpinee For Tsunami Japan          | Bangkok, Tailandia          | Decisión                            | 5                   | 3:00                |
| 2011-01-25                                                                          | Derrota             | Sagetdao Petpayathai                            | Suek Kiatpet, Lumpinee Stadium                         | Bangkok, Tailandia          | Decisión                            | 5                   | 3:00                |
| 2010-12-29                                                                          | Derrota             | Saenchai Sinbimuaythai                          | Suek Oneminchai, Rajadamnern Stadium                   | Bangkok, Tailandia          | Decisión                            | 5                   | 3:00                |
| Por el título (135 lbs) de Lumpinee y WMC Muay Thai.                                |                     |                                                 |                                                        |                             |                                     |                     |                     |
| 2010-11-02                                                                          | Victoria            | Petchboonchu FA Group                           | Suek Lumpinee-Rajadamnern Special                      | Bangkok, Tailandia          | TKO                                 | 3                   |                     |
| 2010-10-05                                                                          | Victoria            | Pakorn Sakyothin                                | Suek Lumpinee Champion Krikkrai                        | Bangkok, Tailandia          | Decisión                            | 5                   | 3:00                |
| Defendió el título de Peso Súper Pluma (130 lbs) de Lumpinee.                       |                     |                                                 |                                                        |                             |                                     |                     |                     |
| 2010-09-07                                                                          | Victoria            | Sam-A Gaiyanghadao                              | Suek Petsupapan, Lumpinee Stadium                      | Bangkok, Tailandia          | Decisión                            | 5                   | 3:00                |
| 2010-08-10                                                                          | Victoria            | Pornsanae Sitmonchai                            | Suek Petchpiya, Lumpinee Stadium                       | Bangkok, Tailandia          | Decisión                            | 5                   | 3:00                |
| 2010-07-13                                                                          | Victoria            | Singdam Kiatmuu9                                | Suek Ruamnamjaiwongkarnmuay, Lumpinee Stadium          | Bangkok, Tailandia          | Decisión                            | 5                   | 3:00                |
| Defendió el título de Peso Súper Pluma (130 lbs) de Lumpinee.                       |                     |                                                 |                                                        |                             |                                     |                     |                     |
| 2010-05-05                                                                          | Derrota             | Saenchai Sor Kingstar                           | Suek Oneminchai, Rajadamnern Stadium                   | Bangkok, Tailandia          | TKO                                 | 3                   |                     |
| 2010-04-02                                                                          | Victoria            | Singdam Kiatmuu9                                | Suek Onewerapon, Lumpinee Stadium                      | Bangkok, Tailandia          | Decisión                            | 5                   | 3:00                |
| 2010-03-12                                                                          | Victoria            | Petchboonchu FA Group                           | Suek Petyindee, Lumpinee Stadium                       | Bangkok, Tailandia          | TKO                                 | 2                   |                     |
| Defendió el título de Peso Súper Pluma (130 lbs) de Lumpinee.                       |                     |                                                 |                                                        |                             |                                     |                     |                     |
| 2010-02-12                                                                          | Victoria            | Sagetdao Petpayathai                            | Suek Eminetair, Lumpinee Stadium                       | Bangkok, Tailandia          | Decisión                            | 5                   | 3:00                |
| 2010-01-17                                                                          | Derrota             | Singdam Kiatmuu9                                | Muay 2010 1st Muay Lok Prestage                        | Kōtō, Tokio, Japón          | Decisión (Dividida) en Asalto Extra | 6                   | 3:00                |
| Nong-O fue eliminado en la primera pelea del Torneo de Yod Muay Champions Cup 60kg. |                     |                                                 |                                                        |                             |                                     |                     |                     |
| 2009-12-08                                                                          | Victoria            | Petchboonchu FA Group                           | Lumpinee Birthday Show                                 | Bangkok, Tailandia          | TKO                                 | 1                   |                     |
| Ganó el tíulo de Peso Súper Pluma (130 lbs) de Lumpinee.                            |                     |                                                 |                                                        |                             |                                     |                     |                     |
| 2009-11-08                                                                          | Victoria            | Trijak Sitjomtrai                               | M-1: Muay Thai Challenge 2009 Yod Nak Suu vol.4        | Kōtō, Tokio, Japón          | Decisión                            | 5                   | 3:00                |
| 2009-09-29                                                                          | Derrota             | Saenchai Sor Kingstar                           | Suek Wanwerapon, Lumpinee Stadium                      | Bangkok, Tailandia          | Decisión                            | 5                   | 3:00                |
| 2009-09-04                                                                          | Derrota             | Petchboonchu FA Group                           | Suek Muay Thai champions of Lumpinee Champion Krikkrai | Bangkok, Tailandia          | Decisión                            | 5                   | 3:00                |
| Por el título de Peso Súper Pluma (130 lbs) de Lumpinee.                            |                     |                                                 |                                                        |                             |                                     |                     |                     |
| 2009-08-06                                                                          | Victoria            | Jomthong Chuwattana                             | Suek Rajadamnern + Lumpinee Super                      | Bangkok, Tailandia          | Decisión                            | 5                   | 3:00                |
| 2009-07-03                                                                          | Victoria            | Singtongnoi Por.Telakun                         | Suek Lumpinee vs Rajadamnern Special                   | Bangkok, Tailandia          | Decisión                            | 5                   | 3:00                |
| 2009-05-22                                                                          | Empate              | Singdam Kiatmuu9                                | Por.Pramuk Fight, Lumpinee Stadium                     | Bangkok, Tailandia          | Decisión                            | 5                   | 3:00                |
| 2009-05-01                                                                          | Victoria            | Petchboonchu FA Group                           | Suek Petsupapan, Lumpinee Stadium                      | Bangkok, Tailandia          | Decisión                            | 5                   | 3:00                |
| 2009-03-20                                                                          | Victoria            | Lerdsila Chumpairtour                           | Suek Petchyindee, Lumpinee Stadium                     | Bangkok, Tailandia          | Decisión                            | 5                   | 3:00                |
| 2009-02-24                                                                          | Victoria            | Orono Wor Petchpun                              | Por.Pramuk Fights, Lumpinee Stadium                    | Bangkok, Tailandia          | Decision (3-2)                      | 5                   | 3:00                |
| 2009-01-18                                                                          | Victoria            | Tomoaki Suehiro                                 | M.I.D. Japan presents "Muay Lok Japan 2009"            | Shibuya, Tokio, Japón       | TKO (Paro del Réferi)               | 1                   | 0:58                |
| 2009-01-06                                                                          | Derrota             | Saenchai Sor Kingstar                           | Suek Petsupapan, Lumpinee Stadium                      | Bangkok, Tailandia          | KO                                  | 3                   |                     |
| 2008-12-09                                                                          | Victoria            | Wuttidet Lukprabat                              | Lumpinee Champion Krikkrai Fight                       | Bangkok, Tailandia          | Decisión                            | 5                   | 3:00                |
| 2008-10-13                                                                          | Empate              | Singtongnoi Por.Telakun                         | Sor Sommay Fights, Rajadamnern Stadium                 | Bangkok, Tailandia          | Decisión                            | 5                   | 3:00                |
| 2008-09-04                                                                          | Derrota             | Wuttidet Lukprabat                              | Daorungprabath Fights, Rajadamnern Stadium             | Bangkok, Tailandia          | TKO                                 | 4                   |                     |
| 2008-08-03                                                                          | Victoria            | Kōji Okuyama                                    | Deek: "Target 1st"                                     | Hachiōji, Tokio, Japón      | KO (Codazo Izquierdo)               | 3                   | 0:49                |
| 2008-07-14                                                                          | Victoria            | Lohngern Pitakcruchaydan                        | Sor Sommay Fights, Rajadamnern Stadium                 | Bangkok, Tailandia          | Decisión                            | 5                   | 3:00                |
| 2008-05-30                                                                          | Derrota             | Singdam Kiatmuu9                                | Fairtex Fights, Lumpinee Stadium                       | Bangkok, Tailandia          | Decisión                            | 5                   | 3:00                |
| 2008-04-29                                                                          | Victoria            | Yodbuangarm Lookbaanyai                         | Prianan Fights, Lumpinee Stadium                       | Bangkok, Tailandia          | Decisión                            | 5                   | 3:00                |
| 2008-02-05                                                                          | Derrota             | Chalermdeth Infinity                            | Lumpinee champion Krikkri Fights                       | Bangkok, Tailandia          | Decisión                            | 5                   | 3:00                |
| 2007-12-07                                                                          | Victoria            | Sagetdao Petpayathai                            | Lumpinichampion Krikkri Fights, Lumpinee Stadium       | Bangkok, Tailandia          | Decisión                            | 5                   | 3:00                |
| 2007-08-24                                                                          | Victoria            | Anuwat Kaewsamrit                               | Lumpinee Stadium                                       | Bangkok, Tailandia          | Decisión                            | 5                   | 3:00                |
| 2007-06-22                                                                          | Victoria            | Denkiri Sor.Sommai                              | Phetsupapan Fights, Lumpinee Stadium                   | Bangkok, Tailandia          | TKO                                 | 3                   |                     |
| 2007-05-23                                                                          | Empate              | Denkiri Sor.Sommai                              | Sor.Sommai Fights, Rajadamnern Stadium                 | Bangkok, Tailandia          | Decisión                            | 5                   | 3:00                |
| 2007-04-23                                                                          | Victoria            | Karnchai Ch.Sungprapai                          | Sor.Sommai Fights, Rajadamnern Stadium                 | Bangkok, Tailandia          | Decisión                            | 5                   | 3:00                |
| 2007-03-06                                                                          | Derrota             | Chalermdeth Infinity                            | Wanboonya Fights, Lumpinee Stadium                     | Bangkok, Tailandia          | TKO                                 | 2                   |                     |
| 2007-01-30                                                                          | Derrota             | Pokaew Fonjangchonburi                          | Phetyindee Fights, Lumpinee Stadium                    | Bangkok, Tailandia          | Decisión                            | 5                   | 3:00                |
| 2006-11-09                                                                          | Victoria            | Pokaew Fonjangchonburi                          | Phetjaopraya Fights, Lumpinee Stadium                  | Bangkok, Tailandia          | Decisión                            | 5                   | 3:00                |
| 2006-10-19                                                                          | Derrota             | Pokaew Fonjangchonburi                          | Phetpiya Fights, Lumpinee Stadium                      | Bangkok, Tailandia          | Decisión                            | 5                   | 3:00                |
| Perdió el título de Peso Súper Gallo (122 lbs) de Lumpinee.                         |                     |                                                 |                                                        |                             |                                     |                     |                     |
| 2006-09-15                                                                          | Derrota             | Traijak Sitjomtrai                              | Phetpiya Fights, Lumpinee Stadium                      | Bangkok, Tailandia          | Decisión                            | 5                   | 3:00                |
| 2006-08-18                                                                          | Derrota             | Saenchai Sor.Khamsing                           | Phetyindee Fights, Lumpinee Stadium                    | Bangkok, Tailandia          | Decisión                            | 5                   | 3:00                |
| 2006-07-21                                                                          | Victoria            | Wuttidet Lukprabat                              | Wanboonya Fights, Lumpinee Stadium                     | Bangkok, Tailandia          | TKO                                 | 2                   |                     |
| 2006-06-02                                                                          | Victoria            | Phetmanee Phetsupapan                           | Lumpinee Champion Krikkri Fights                       | Bangkok, Tailandia          | Decisión                            | 5                   | 3:00                |
| 2006-05-22                                                                          | Victoria            | Petchmanee Petchsupraphan                       | Lumpinee Stadium                                       | Bangkok, Tailandia          | Decisión                            | 5                   | 3:00                |
| 2006-04-25                                                                          | Victoria            | Denkiree 13Lianresort                           | Lumpinee Stadium                                       | Bangkok, Tailandia          | Decisión                            | 5                   | 3:00                |
| Ganó el título de Peso Súper Gallo (122 lbs) de Lumpinee.                           |                     |                                                 |                                                        |                             |                                     |                     |                     |
| 2006-03-31                                                                          | Empate              | Wuttidet Lukprabat                              | Lumpinee Stadium                                       | Bangkok, Tailandia          | Decisión                            | 5                   | 3:00                |
| 2006-03-06                                                                          | Derrota             | Chalermdeth Infinity                            | Wanboonya Fights, Lumpinee Stadium                     | Bangkok, Tailandia          | TKO                                 | 2                   |                     |
| 2006-02-24                                                                          | Derrota             | Kanchai Chor Sangpraphai                        | Lumpinee Stadium                                       | Bangkok, Tailandia          | Decisión                            | 5                   | 3:00                |
| 2005-12-09                                                                          | Victoria            | Fameechai F.A. Group                            | Lumpinee Stadium                                       | Bangkok, Tailandia          | Decisión                            | 5                   | 3:00                |
| Ganó el título de Peso Gallo (118 lbs) de Tailandia.                                |                     |                                                 |                                                        |                             |                                     |                     |                     |
| 2005-11-15                                                                          | Victoria            | Songkom Sor Yuphinda                            | Lumpinee Stadium                                       | Bangkok, Tailandia          | Decisión                            | 5                   | 3:00                |
| 2005-09-30                                                                          | Empate              | Fameechai F.A. Group                            | Lumpinee Stadium                                       | Bangkok, Tailandia          | Decisión                            | 5                   | 3:00                |
| 2005-08-16                                                                          | Victoria            | Kompayak Fairtex                                | Lumpinee Stadium                                       | Bangkok, Tailandia          | Decisión                            | 5                   | 3:00                |
| 2005-07-19                                                                          | Victoria            | Kangwanlek Petchyindee                          | Lumpinee Stadium                                       | Bangkok, Tailandia          | Decisión                            | 5                   | 3:00                |
| 2005-06-11                                                                          | Victoria            | Daoprasuk Kiatkhumthorn                         | Lumpinee Stadium                                       | Bangkok, Tailandia          | Decisión                            | 5                   | 3:00                |
| 2005-05-11                                                                          | Victoria            | Saensak Sor.Jareantong                          | Rajadamnern Stadium                                    | Bangkok, Tailandia          | Decisión                            | 5                   | 3:00                |
| 2005-04-07                                                                          | Victoria            | Sipaenoi Sor.Srisompong                         | Daorungchujarean Fights, Rajadamnern Stadium           | Bangkok, Tailandia          | Decisión                            | 5                   | 3:00                |
| 2005-03-12                                                                          | Victoria            | Denlampao Sor.Pongsit                           | Muaythai Lumpinee Krikkri Fights                       | Bangkok, Tailandia          | Decisión                            | 5                   | 3:00                |